# Technemon epichares
Technemon epichares là một loài bướm đêm trong họ Noctuidae.